# Level 1 Dakedo Unique Skill de Saikyō Desu
Level 1 Dakedo Unique Skill de Saikyō Desu (レベル1だけどユニークスキルで最強です Reberu Ichi Dakedo Yunīku Sukiru de Saikyō Desu?), también conocida como My Unique Skill Makes Me OP Even at Level 1 en inglés es una serie de novelas ligeras japonesas escritas por Nazuna Miki. Se publicó en el sitio web de publicación de novelas generadas por usuarios Shōsetsuka ni Narō desde el 24 de febrero de 2017 hasta el 19 de abril de 2020. Más tarde fue adquirida por Kōdansha, que la publica bajo su sello Kodansha Ranobe Books con ilustraciones por Subachi, y hasta el momento se han publicado nueve volúmenes desde el 31 de agosto de 2017.
Una adaptación a manga ilustrada por Mawata se serializa en el servicio de manga basado en Niconico Seiga de Kōdansha, Suiyōbi no Sirius, desde el 30 de mayo de 2018, con sus capítulos recopilados en dieciséis volúmenes tankōbon hasta el momento. Una adaptación de la serie a anime producido por el estudio Maho Film se estrenará en 2023.

## Argumento
Ryouta Satou, quien murió por exceso de trabajo en una empresa negra, reencarnó en otro mundo. Aunque Ryouta estaba vivo, ahora estaba agobiado por el inconveniente de que su nivel está fijado en 1 en este nuevo mundo. Aunque no pudo elevar su nivel, tenía una habilidad única que puede crear un elemento similar a una trampa que no debería existir en el mundo a partir de monstruos. Sabiendo esto, maximizó sus estadísticas con la ayuda de elementos de aumento de habilidad, y reunió una cantidad de armas y elementos que solo puede usar él mismo, lo que lo hizo tener las estadísticas y el equipo más fuertes a pesar de ser el nivel 1.

## Personajes
Ryota Sato (佐藤 亮太 Satō Ryōta?)
 Seiyū: Kaito Ishikawa, Rodo Balderas (español latino), Ángel de Gracia (español castellano)
Emily Brown (エミリー・ブラウン Emirī Buraun?)
 Seiyū: Rin Kusumi, Xanat Martínez (español latino), Elena Barra (español castellano)
Eve Callusleader (イヴ・カルスリーダー Ivu Karusurīdā?)
 Seiyū: Marika Kōno, Amanda Hinojosa (español latino), Ariadna Giménez (español castellano)
Erza Monsoon (エルザ・モンスーン Eruza Monsūn?)
 Seiyū: Mai Fuchigami, Lupita Leal (español latino), Laura Fernández (español castellano)
Celeste (セレスト Seresuto?)
 Seiyū: Saori Ōnishi, Jennifer Zamora (español latino)
Alice Wonderland (アリス・ワンダーランド Arisu Wandārando?)
 Seiyū: Kanon Takao

## Contenido de la obra

### Novela ligera
Level 1 Dakedo Unique Skill de Saikyō Desu es escrito por Nazuna Miki. Se publicó en el sitio web de publicación de novelas generadas por usuarios Shōsetsuka ni Narō del 24 de febrero de 2017 al 19 de abril de 2020. Posteriormente, la serie fue adquirida por Kōdansha, quien comenzó a publicar las novelas con ilustraciones de Subachi el 31 de agosto de 2017, bajo su sello Kodansha Ranobe Books. Hasta el momento se han lanzado nueve volúmenes. En marzo de 2022, Kodansha USA anunció que obtuvo la licencia de las novelas para su publicación en inglés.
| Volúmenes de novelas ligeras publicadas | Volúmenes de novelas ligeras publicadas | Volúmenes de novelas ligeras publicadas |
| Número                                  | Fecha de publicación                    | ISBN                                    |
| --------------------------------------- | --------------------------------------- | --------------------------------------- |
| 1                                       | 31 de agosto de 2017                    | ISBN 978-4-06-365039-6                  |
| 2                                       | 27 de diciembre de 2017                 | ISBN 978-4-06-365047-1                  |
| 3                                       | 30 de marzo de 2018                     | ISBN 978-4-06-511506-0                  |
| 4                                       | 31 de agosto de 2018                    | ISBN 978-4-06-512964-7                  |
| 5                                       | 9 de enero de 2019                      | ISBN 978-4-06-514551-7                  |
| 6                                       | 2 de mayo de 2019                       | ISBN 978-4-06-515660-5                  |
| 7                                       | 2 de diciembre de 2019                  | ISBN 978-4-06-518288-8                  |
| 8                                       | 2 de agosto de 2023                     | ISBN 978-4-06-532785-2                  |
| 9                                       | 1 de septiembre de 2023                 | ISBN 978-4-06-533306-8                  |

### Manga
Una adaptación a manga ilustrada por Mawata comenzó a serializarse en el servicio de manga basado en Niconico Seiga de Kōdansha, Suiyōbi no Sirius, el 30 de mayo de 2018. Kōdansha recopila sus capítulos individuales en volúmenes tankōbon. El primer volumen se publicó el 9 de enero de 2019, y hasta el momento se han lanzado dieciséis volúmenes. En América del Norte, Kodansha USA también obtuvo la licencia del manga para un lanzamiento digital en inglés.
| Volúmenes de manga publicados | Volúmenes de manga publicados | Volúmenes de manga publicados |
| Número                        | Fecha de publicación          | ISBN                          |
| ----------------------------- | ----------------------------- | ----------------------------- |
| 1                             | 9 de enero de 2019            | ISBN 978-4-06-514229-5        |
| 2                             | 9 de mayo de 2019             | ISBN 978-4-06-515416-8        |
| 3                             | 4 de diciembre de 2019        | ISBN 978-4-06-517842-3        |
| 4                             | 8 de mayo de 2020             | ISBN 978-4-06-519336-5        |
| 5                             | 9 de octubre de 2020          | ISBN 978-4-06-520819-9        |
| 6                             | 9 de febrero de 2021          | ISBN 978-4-06-522129-7        |
| 7                             | 8 de julio de 2021            | ISBN 978-4-06-523687-1        |
| 8                             | 9 de diciembre de 2021        | ISBN 978-4-06-526018-0        |
| 9                             | 9 de mayo de 2022             | ISBN 978-4-06-527629-7        |
| 10                            | 7 de octubre de 2022          | ISBN 978-4-06-529281-5        |
| 11                            | 9 de marzo de 2023            | ISBN 978-4-06-530837-0        |
| 12                            | 7 de julio de 2023            | ISBN 978-4-06-532074-7        |
| 13                            | 9 de enero de 2024            | ISBN 978-4-06-534153-7        |
| 14                            | 7 de junio de 2024            | ISBN 978-4-06-535684-5        |
| 15                            | 9 de diciembre de 2024        | ISBN 978-4-06-537699-7        |
| 16                            | 9 de mayo de 2025             | ISBN 978-4-06-539071-9        |
| 17                            | 9 de octubre de 2025          | ISBN 978-4-06-541059-2        |

### Anime
El 6 de mayo de 2022 se anunció una adaptación de la serie de televisión de anime. La serie fue producida por Maho Film y dirigida por Takeyuki Yanase, con Yuka Yamada a cargo de la composición de la serie, personajes diseñados por Miyako Nishida, Eri Kojima, Kaho Deguchi y Yuko Oba y música compuesta por Endō. Se estrenó el 8 de julio de 2023 en Tokyo MX y otras redes. El tema de apertura es "Chase Me" de Nora de Konya, Ano Machi Kara, mientras que el tema de cierre es "Tamborine no Naru Oka" interpretado por Airi Miyakawa. Crunchyroll obtuvo la licencia de la serie fuera de Asia. Muse Communication obtuvo la licencia de la serie en Asia-Pacífico.
El 21 de junio de 2023, Crunchyroll anunció que la serie recibieron ambos doblajes tanto en español latino como en castellano, los cuales se estrenaron el 8 de julio.